# Waterlampion

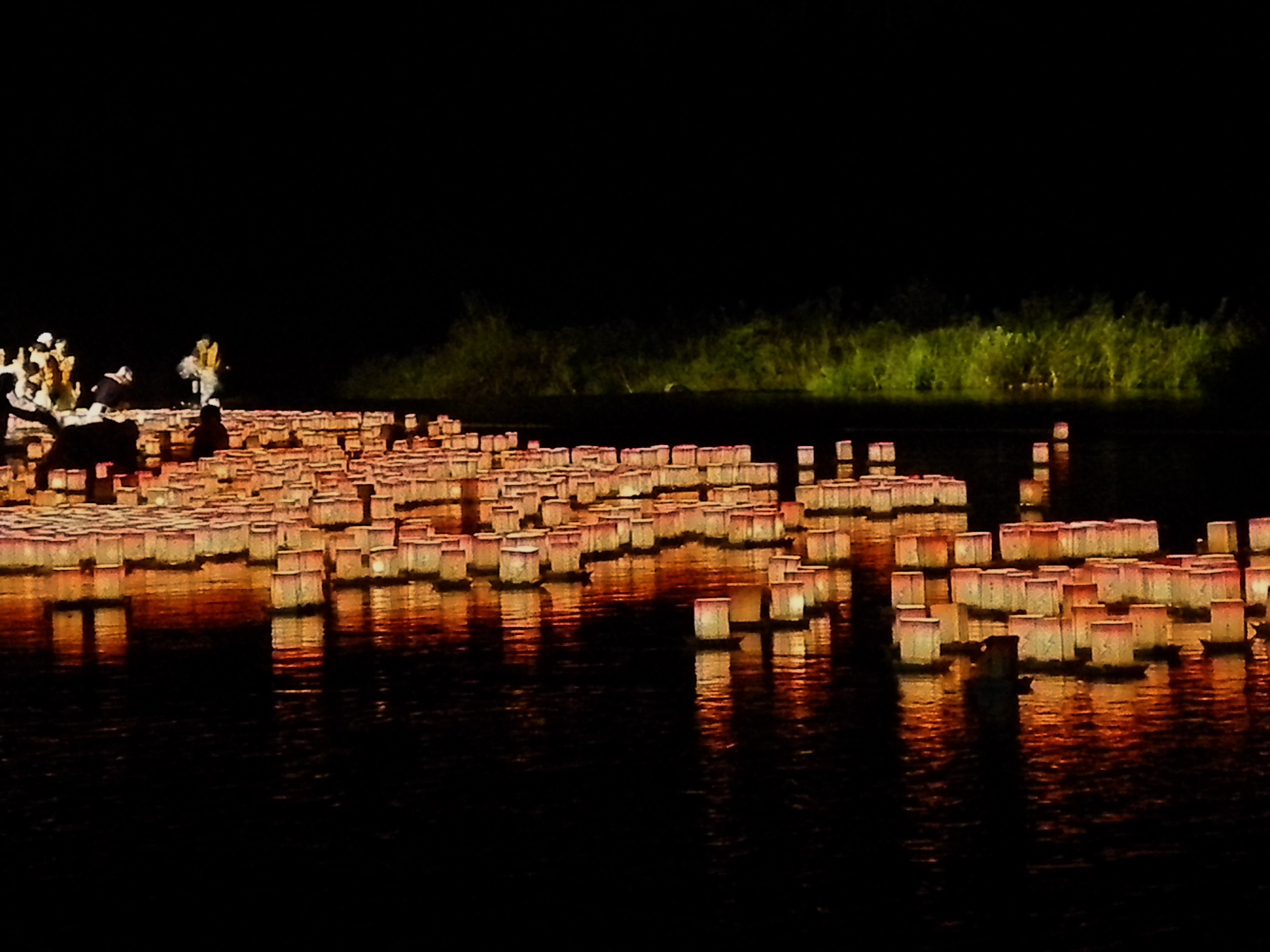
Waterlampionnen bij de Eihei-ji-tempel in Japan, tijdens het Lantaarnfestival, als afsluiting van het Obonfestival.

Een waterlampion of waterlantaarn is een lampion die drijft op water, dit type lampions worden hoofdzakelijk gebruikt in Azië. Het concept van de waterlampion komt uit India en is verspreid door heel Zuidoost- en Oost-Azië.

## Zuid- en Zuidoost-Azië

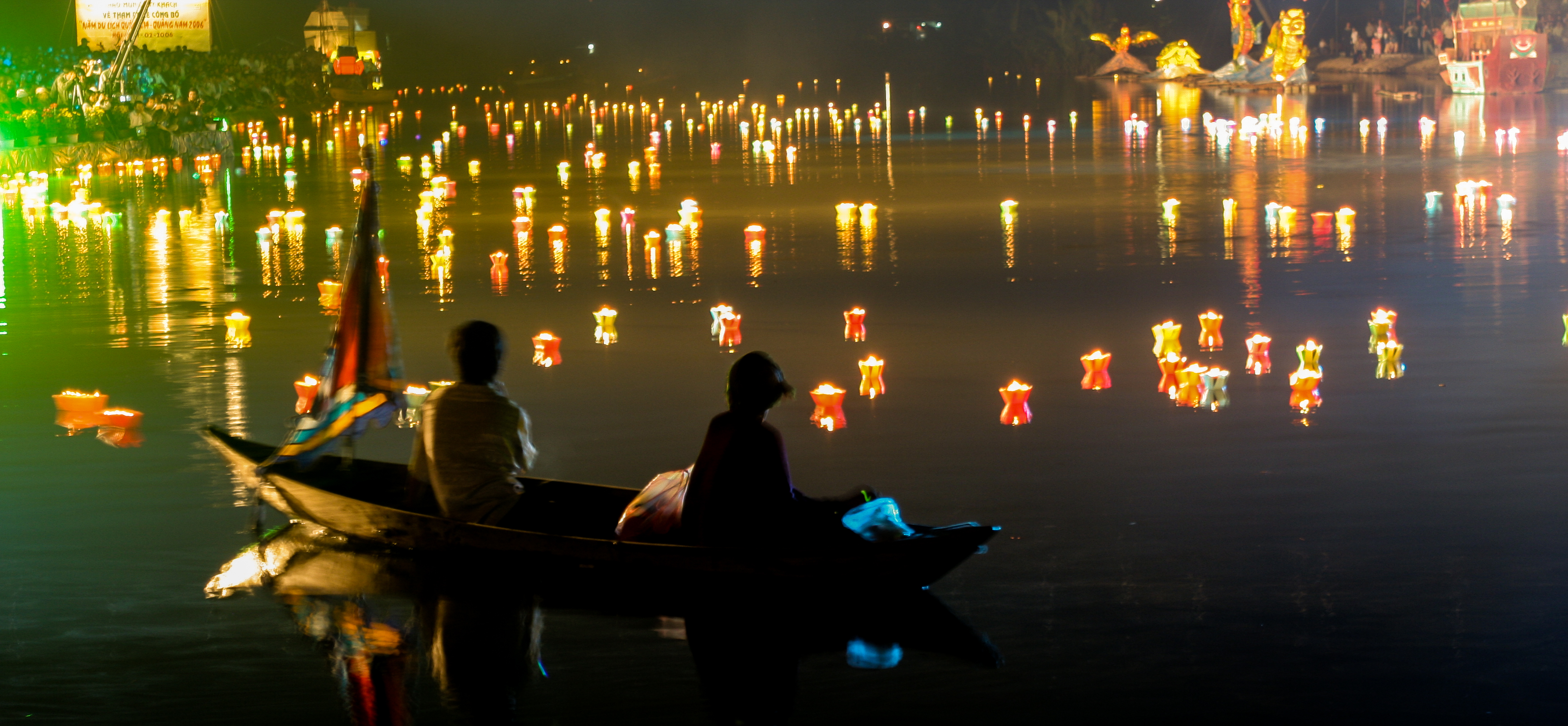
In Hội An worden waterlampionnen (đèn hoa đăng) tewatergelaten.

In Zuid- en Zuidoost-Azië worden waterlampionnen gebruikt tijdens festivals en religieuze vieringen. De lampen worden vervaardigd uit diverse soorten materialen, maar hout en bamboe behoren tot de meest gebruikte materialen. Ze worden gebruikt op festivals zoals: Vesakha Puja, Divali, Loi Krathong, etc. De meest frequente reden voor het ontsteken, en op het wateroppervlak te plaatsen, van een waterlampion is: om goden te vereren, rampspoed te verjagen, en geluk te verwelkomen. Sommige jonge koppels bidden met een waterlampion voor een gelukkig en voorspoedig huwelijk. Waterlampions worden tevens gebruikt om zielen te begeleiden naar het hiernamaals.

### Vietnam
In Vietnam worden waterlampionnen đèn hoa đăng genoemd. Ze worden frequent ontstoken op de 1e, de 14e en de 15e dag van de Vietnamese kalender.

## Oost-Azië

### China
Waterlampionnen werden voor het eerst gebruikt ten tijde van de Tang-dynastie (618-907). De waterlampion wordt gebruikt op festivals zoals: het Lantaarnfeest, het Midherfstfestival, en Chinees Nieuwjaar. Soms zelfs tijdens Kerstmis zoals in Hongkong. De lampionnen zijn doorgaans vierkant of in de vorm van een lotusbloem. De waterlampion is in China bekend onder diverse namen, dit hangt voornamelijk af van het water waarop de lampionnen worden geplaatst.
Hieronder staat een tabel met daarin de verschillende Chinese namen voor waterlampionnen, voor elke naam een transliteratie in het pīnyīn en een beschrijving.
| Chinees    | Pīnyīn              | Beschrijving      |
| ---------- | ------------------- | ----------------- |
| 水燈       | shuǐ dēng           | Waterlampion      |
| 流燈       | liú dēng            | Drijvende lampion |
| 河灯, 江燈 | hé dēng, jiāng dēng | Rivierlampion     |
| 湖燈       | hú dēng             | Meerlampion       |
| 水燈頭     | shuǐ dēngtóu        | Waterlampionhoofd |
| 照冥       | zhào míng           | Verlichting       |

### Korea
In zowel Noord- en Zuid-Korea worden waterlampionnen 유등 [yudeung] genoemd, dit betekent: olielamp.

### Japan
In Japan, worden waterlampionnen 灯籠流し of 灯篭流し [tōrō nagashi] genoemd, dit betekent: stromende lampion; de transliteratie is hetzelfde voor beide schrijfwijzen. Het is tevens de naam van de ceremonie waarin papieren lampionnen drijven op het water. Deze ceremonie vindt traditioneel plaats op de laatste dag van het Obonfestival. Men gelooft dat de lampionnen de zielen van de voorouders, die tijdens het festival de wereld van de levenden hebben opgezocht, zo weer hun weg terugvinden naar de hemel.

## Galerij

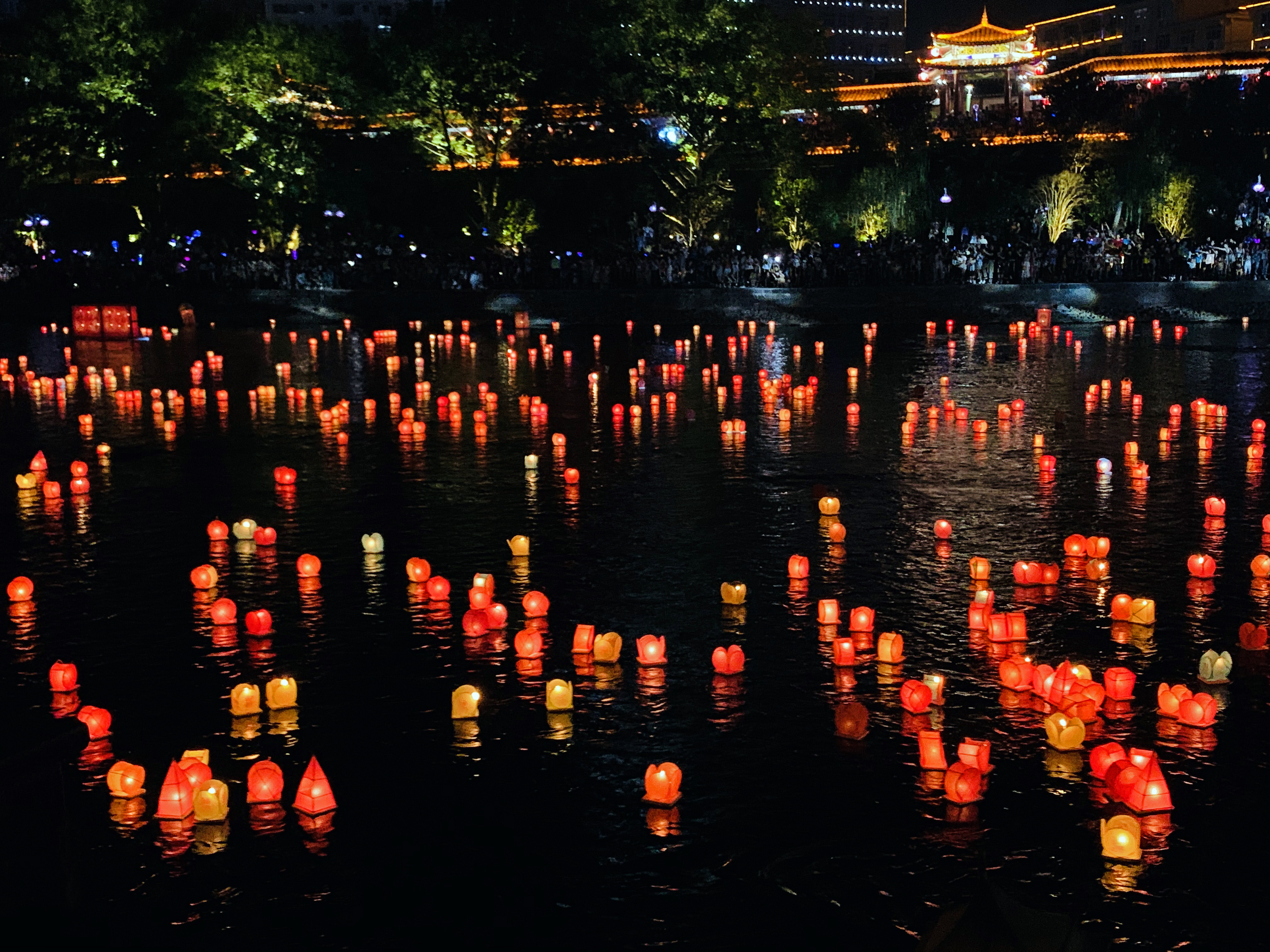
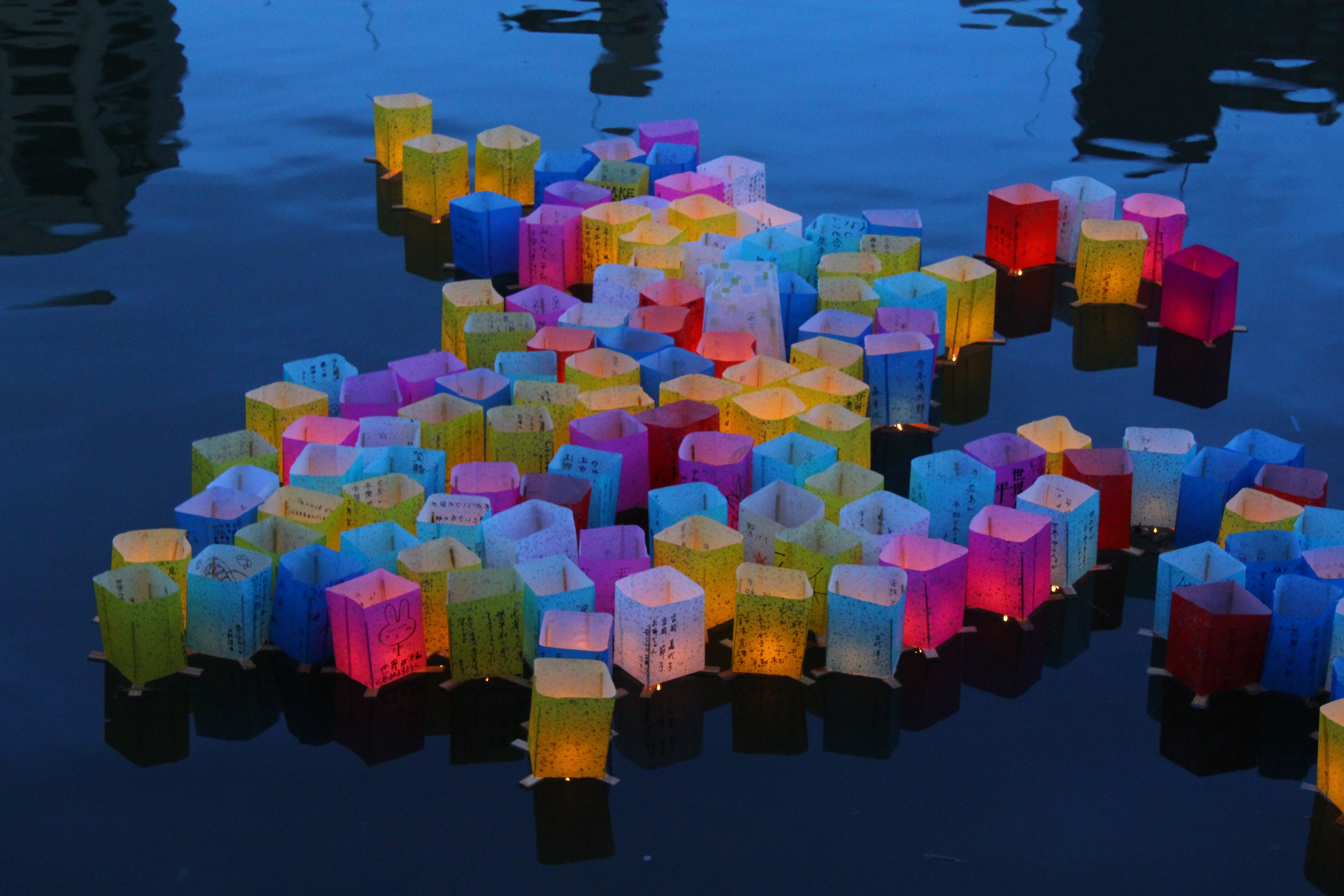
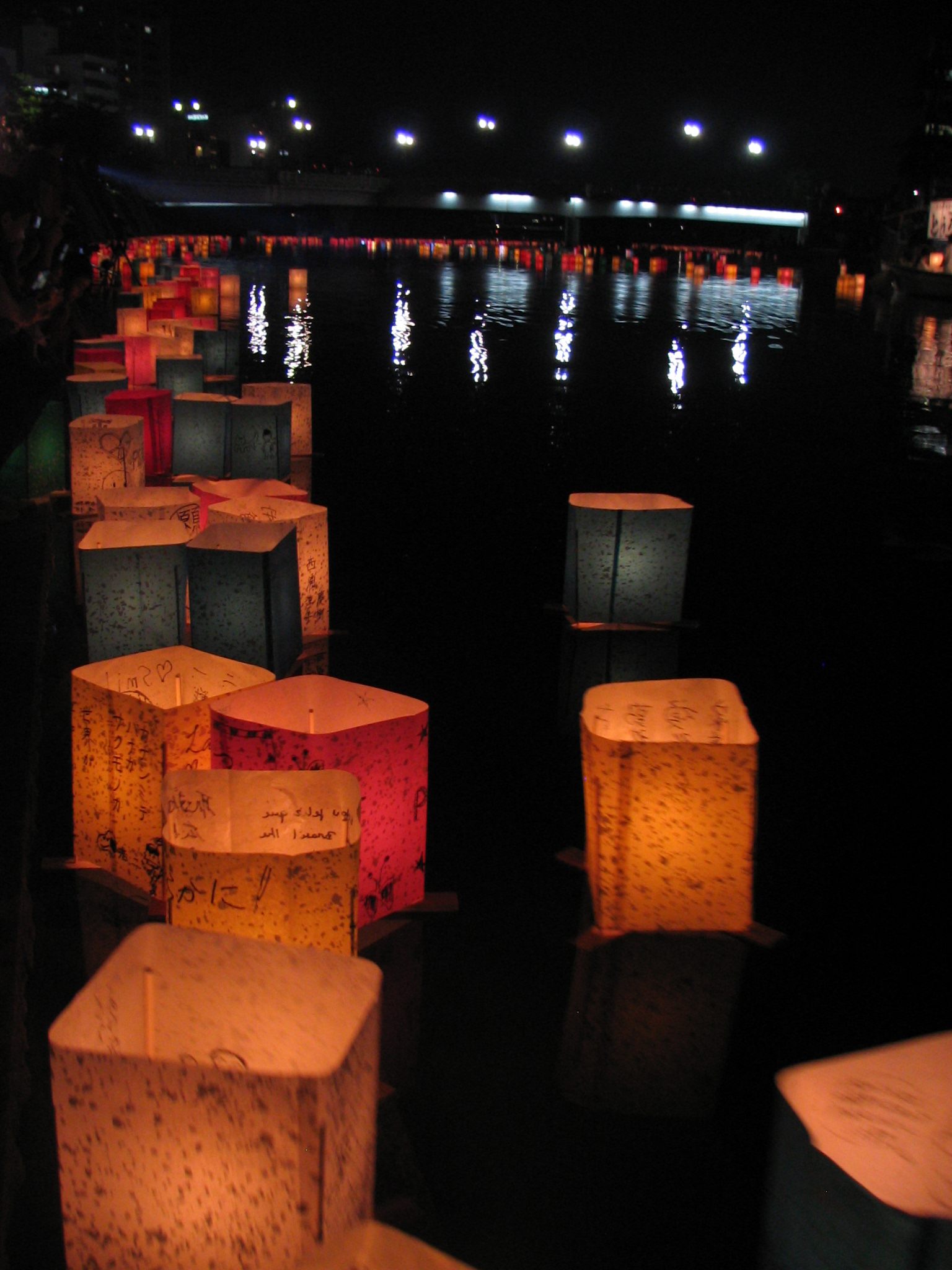
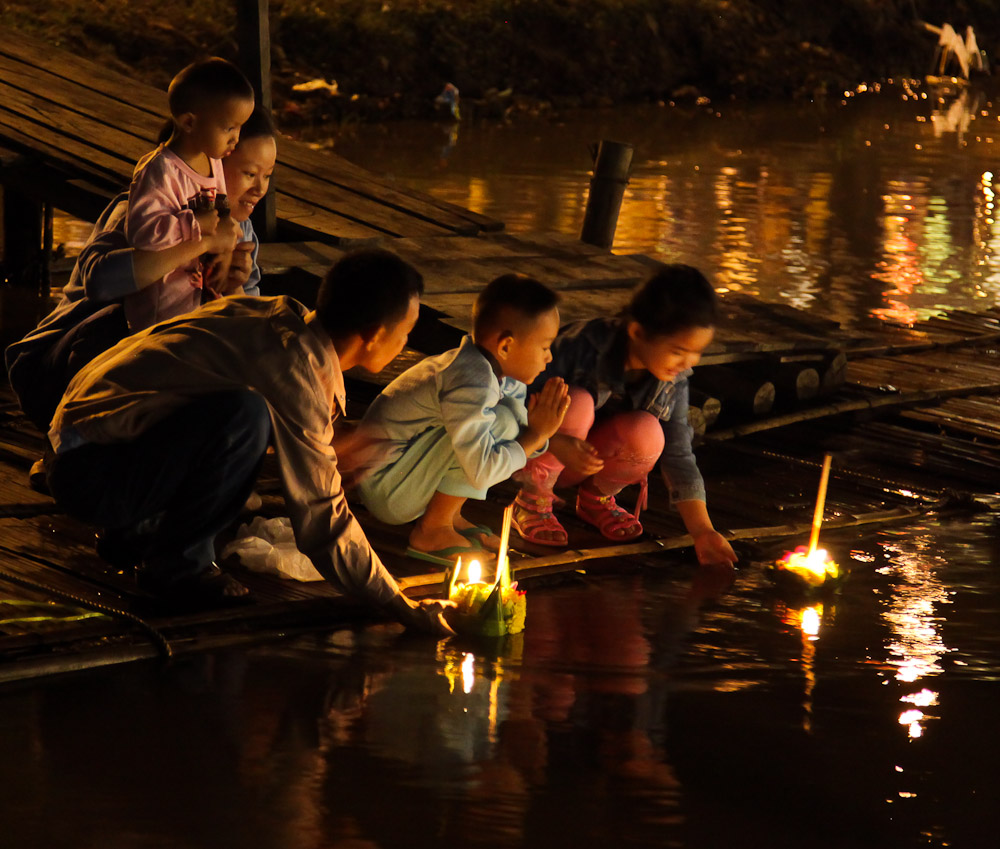
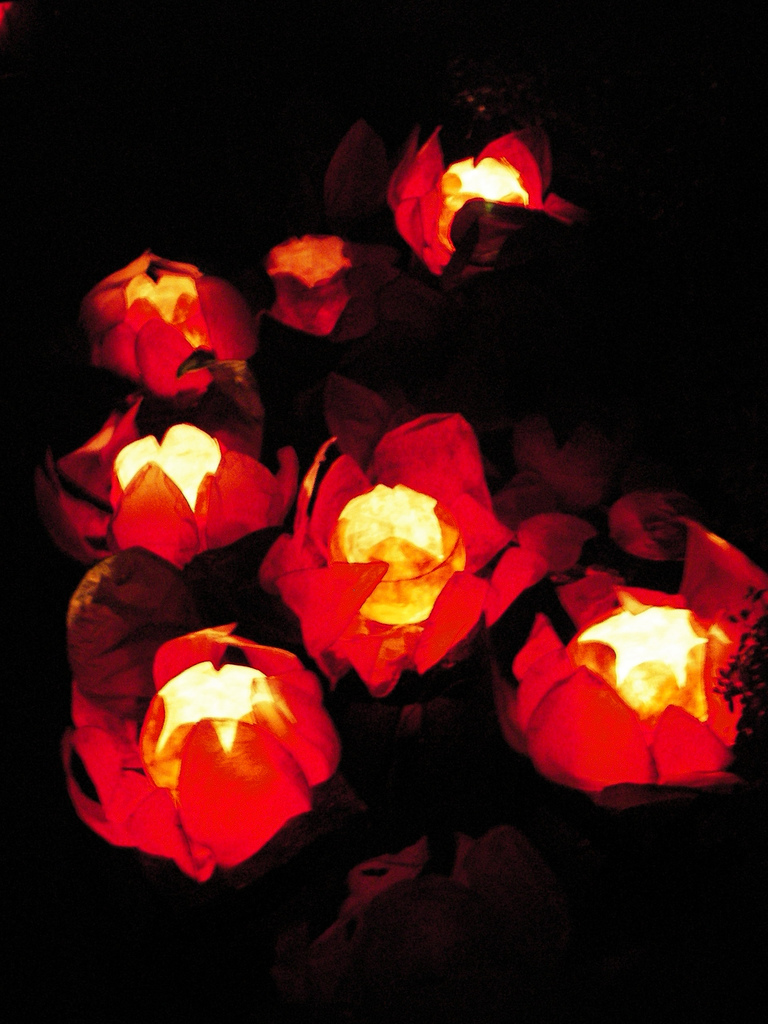
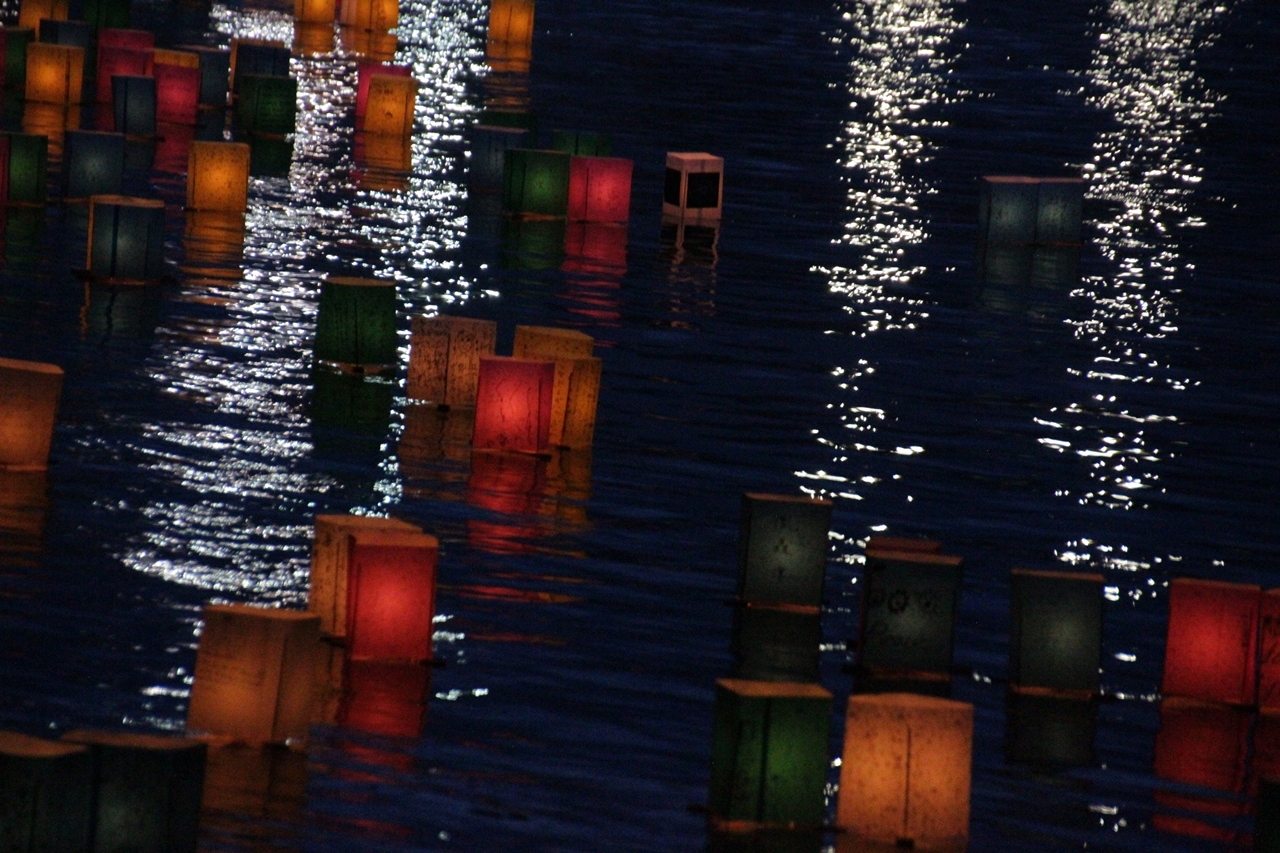
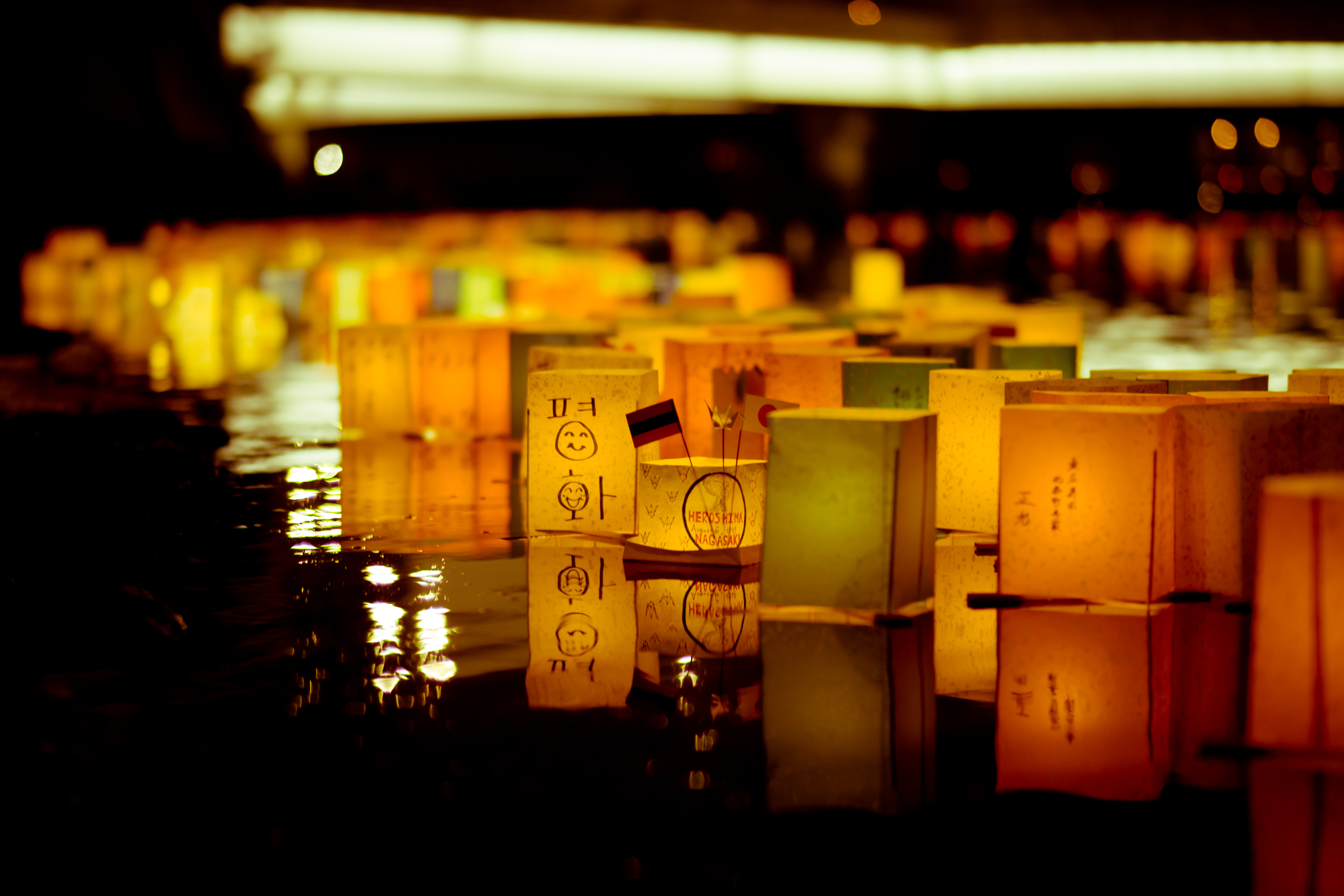
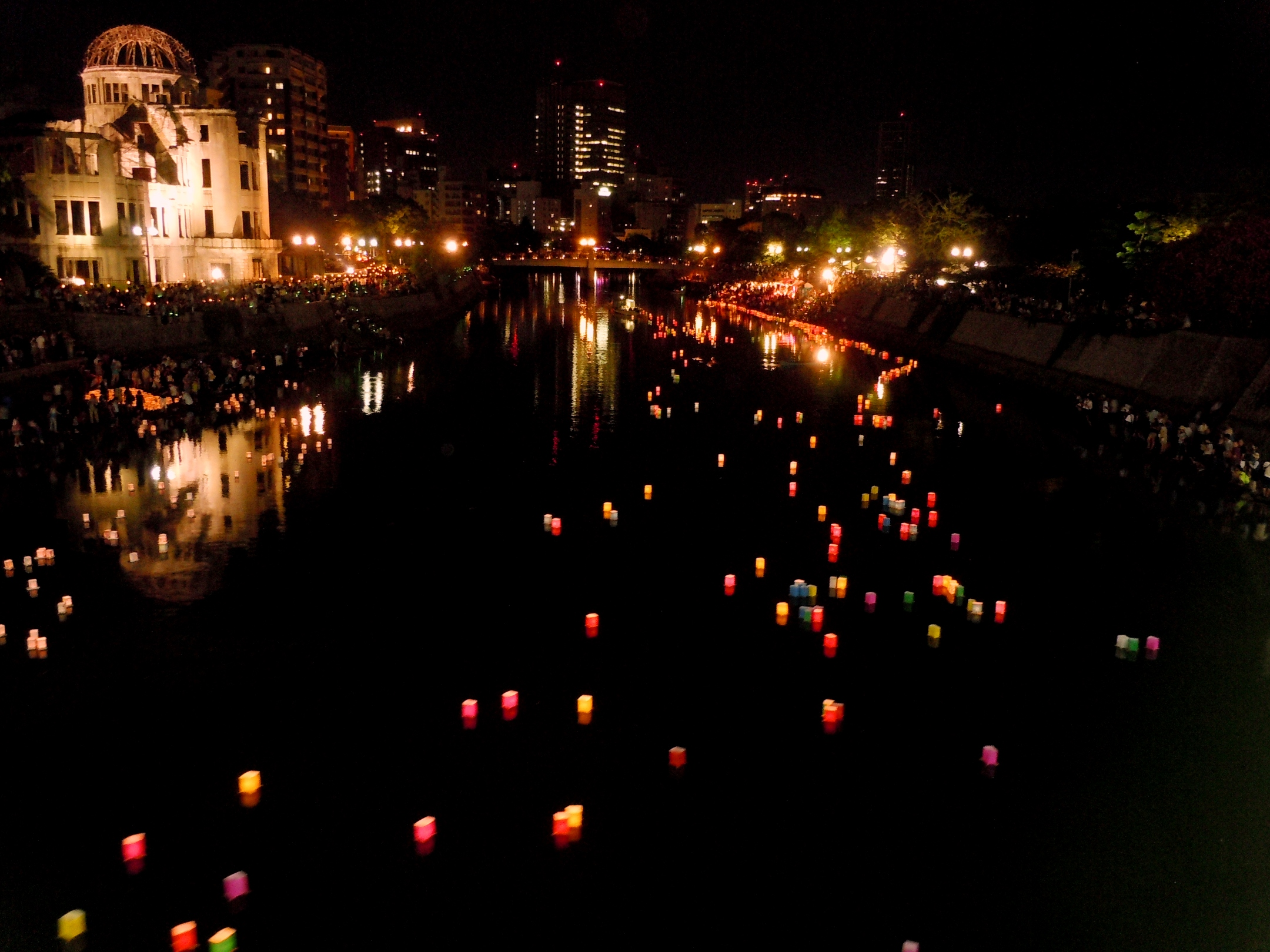
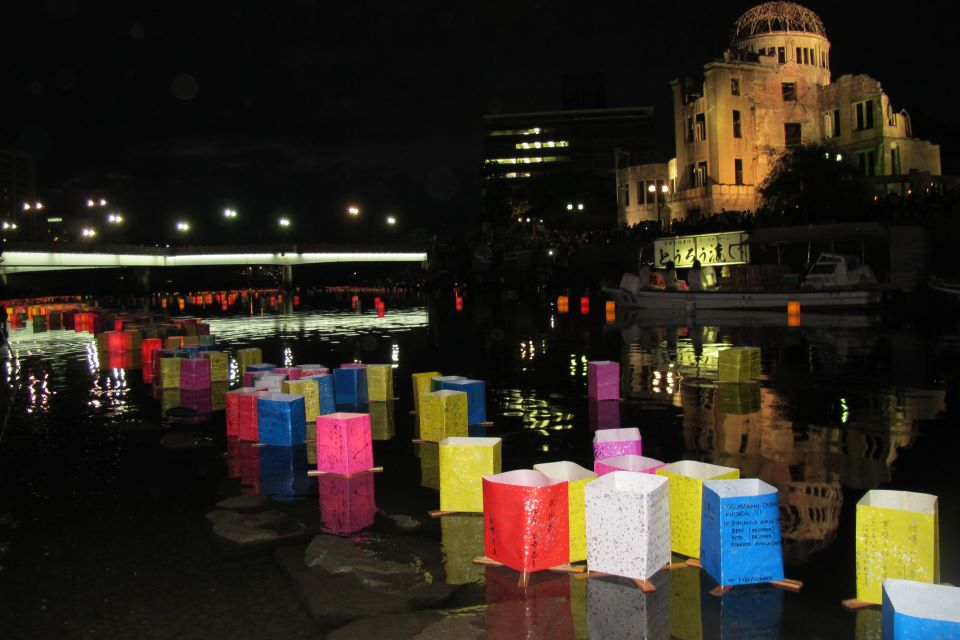
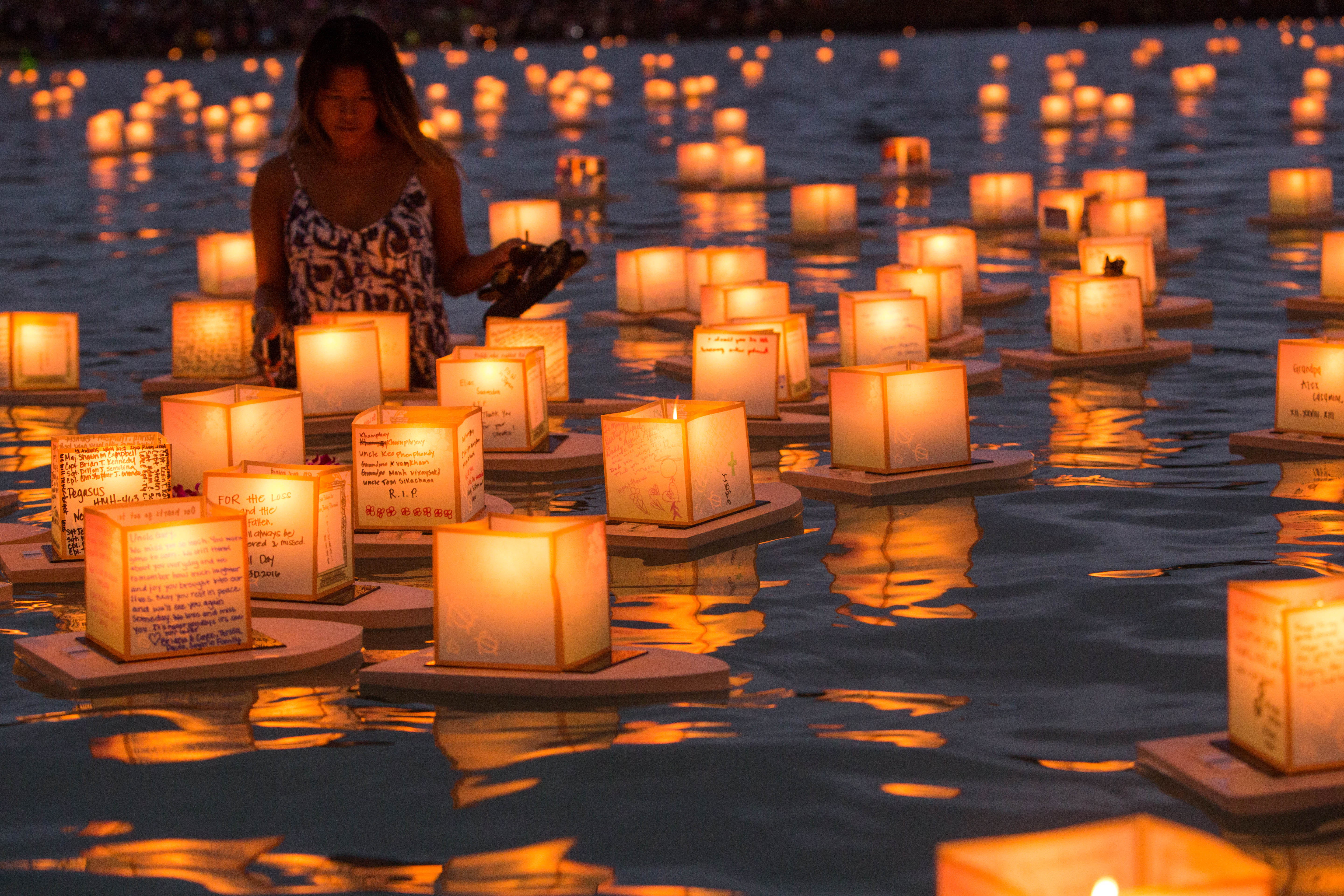
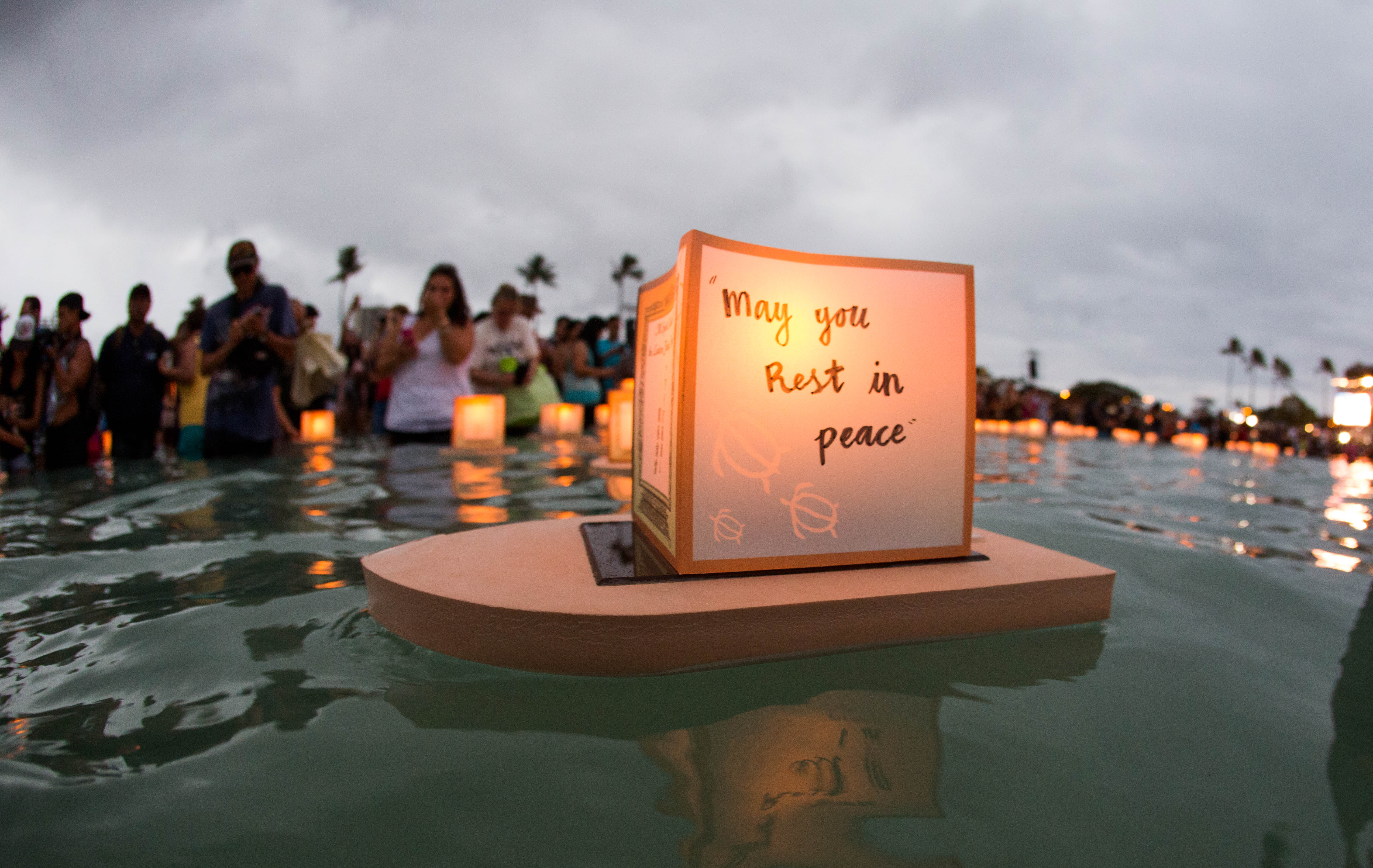
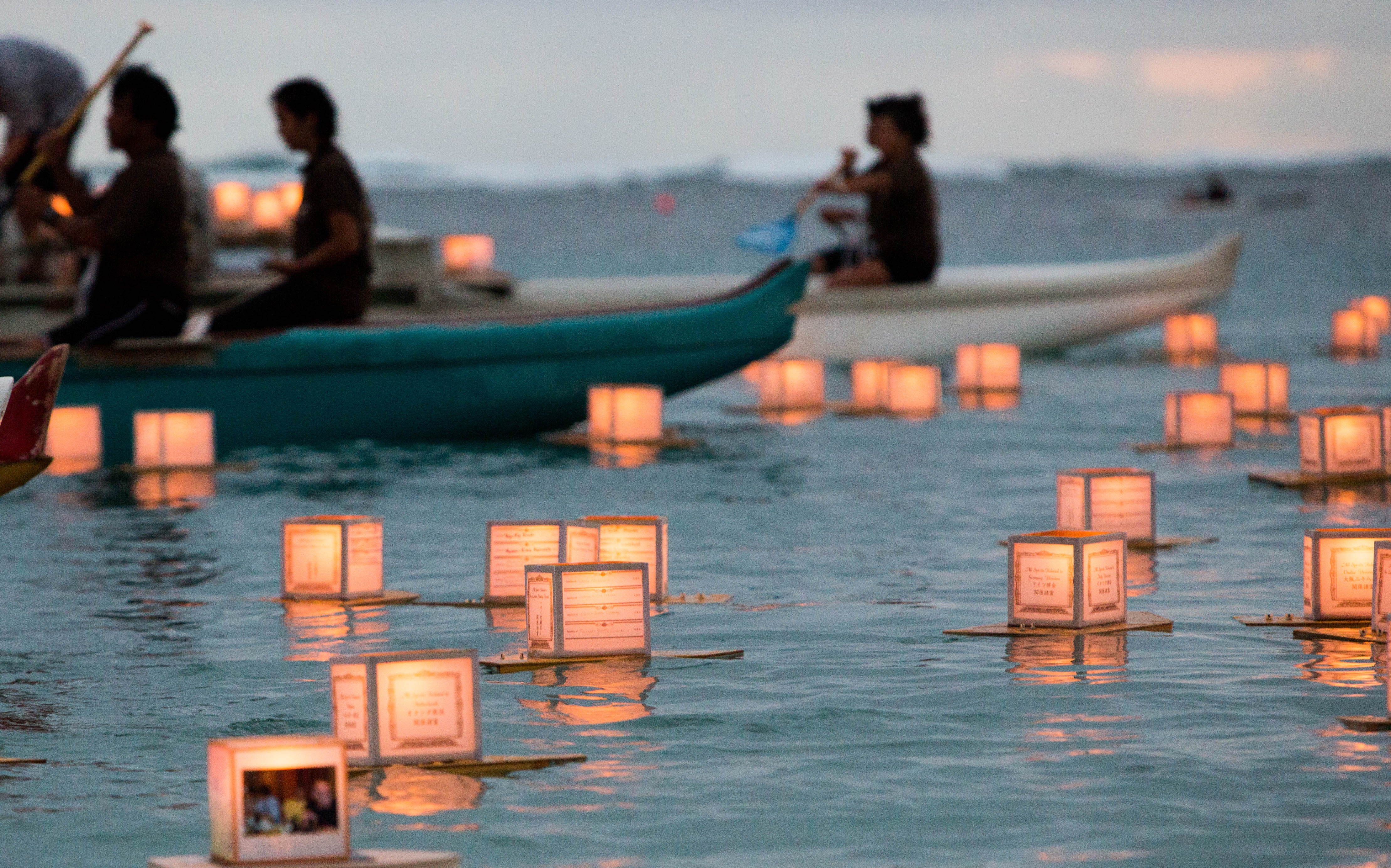
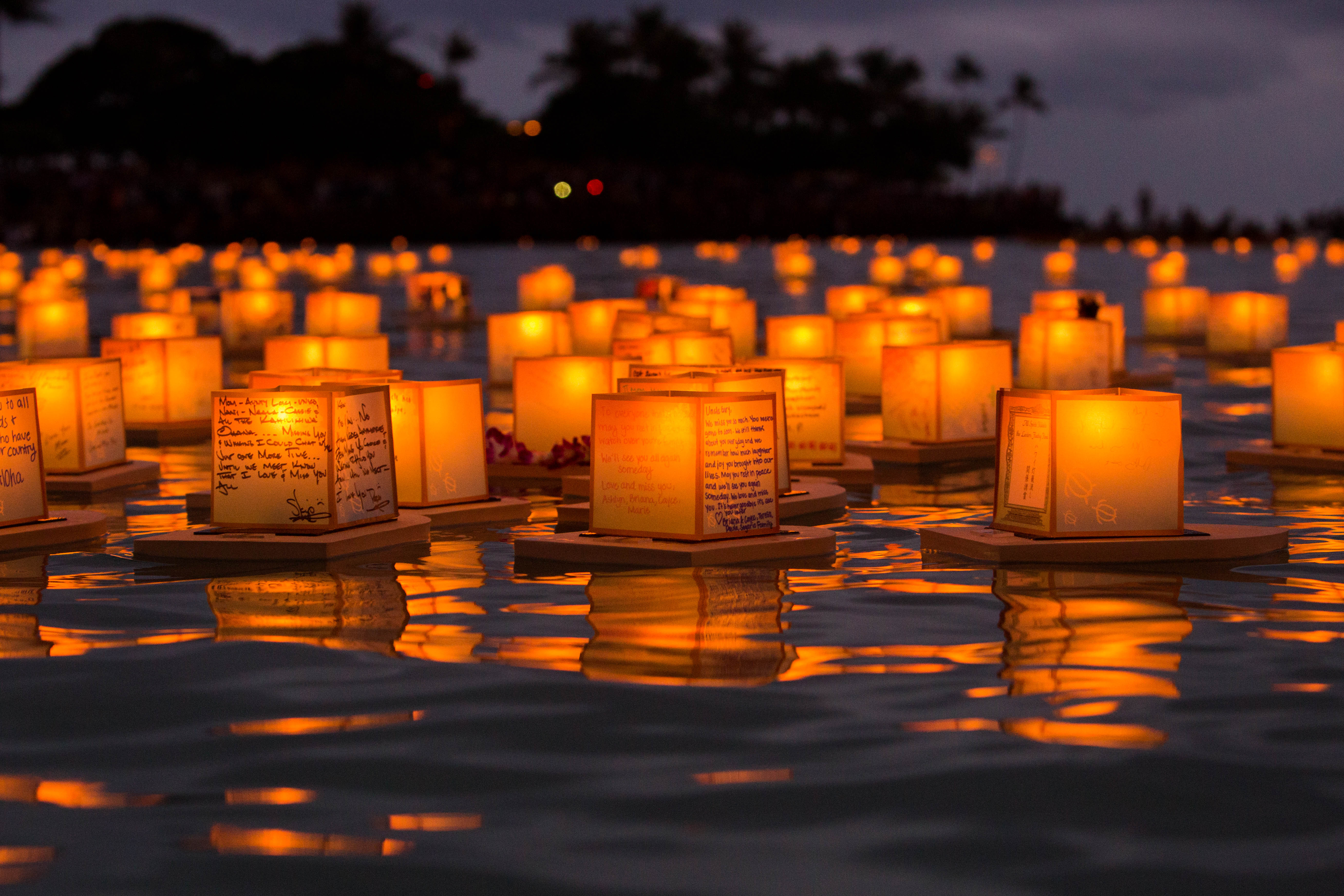